# Badalingrottorna

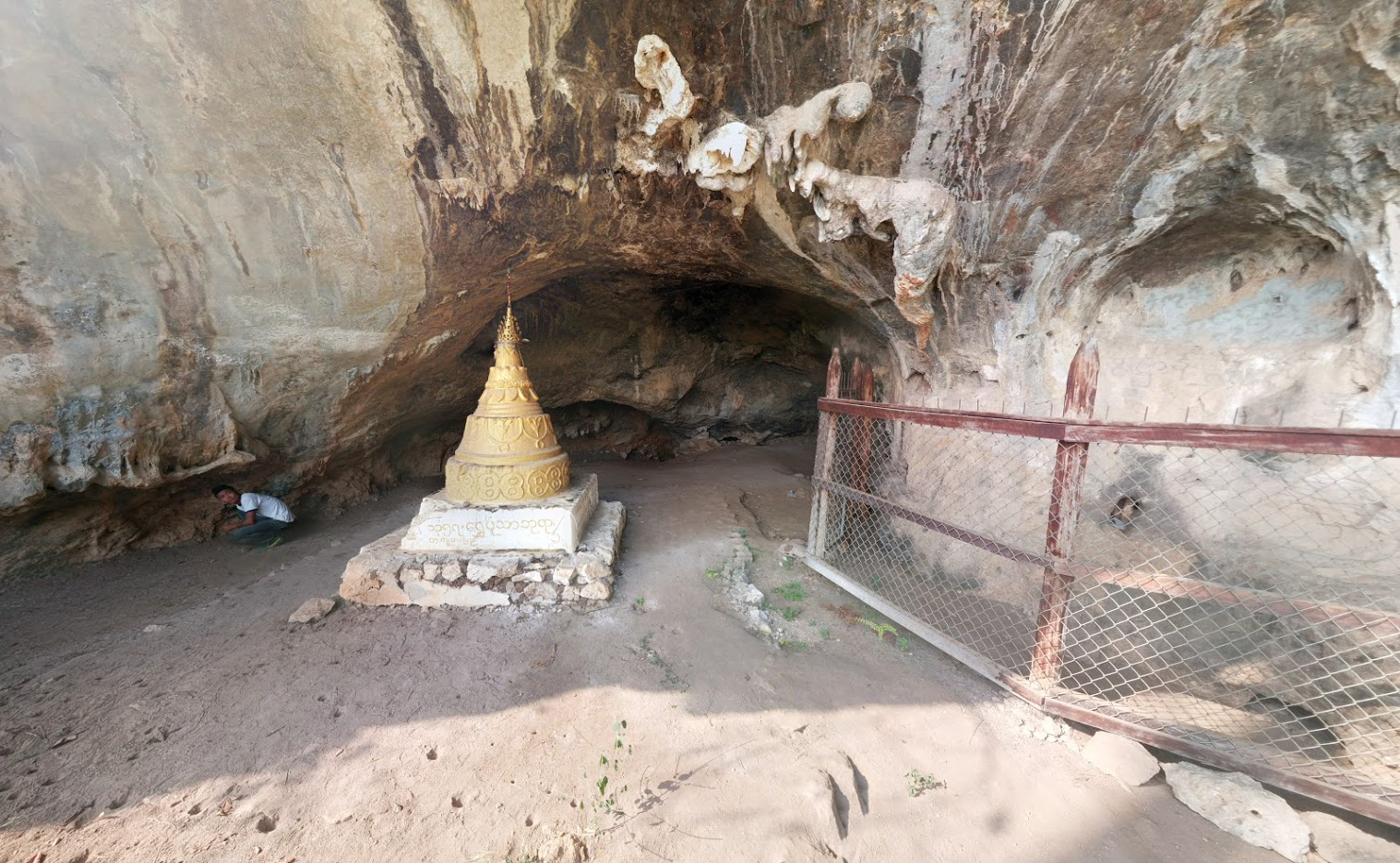
Stupa i en av grottorna.

Badalingrottorna (burmesiska: ဗဒလင်းဂူ, [bədəlíɴ gù]) är två sandstensgrottor i Taunggyi, Shanstaten, Myanmar. De ligger nära en led från Nyaunggyat till Yebock, på ett klipputsprång i Nwalabobergen inom Panlaungs skogsreservat. Det finns två grottor, den mindre av de två har grottmålningar från neolitikum.

## Historia
En översiktlig undersökning av grottorna i delstaten Shan hade gjorts av the American South-East Expedition for Early Man 1937-1938. Geologen U Khin Maung Kyaw upptäckte målningarna 1960. 1969–1972 organiserade Burmas regering en mer omfattande undersökning, och ytterligare en undersökning av grottorna gjordes 2004.
Grottorna är sedan 4 oktober 1996 uppsatta på Burmas tentativa världsarvslista.

## Innehåll
Träkolsbitar som hittats i en grotta under inledande utgrävningar 1969–1972 har daterats med C14-metoden till att vara 13 000 år gamla. Grottmålningar i röd ockra har hittats liksom olika paleolitiska och neolitiska verktyg, över 1600 stenartefakter liksom många benbitar och röd ockra. Grottans väggar har även dekorerats med ristade mönster.